# Catenicella paradoxa
Catenicella paradoxa is een mosdiertjessoort uit de familie van de Catenicellidae. De wetenschappelijke naam van de soort is voor het eerst geldig gepubliceerd in 2009 door Rosso.